# Климковице
Климковице (чеш. Klimkovice) град је у Чешкој Републици. Град се налази у управној јединици Моравско-Шлески крај, у оквиру којег припада округу Острава-град.

## Становништво
Према подацима о броју становника из 2014. године град је имао 4.371 становника.